# هاف‌وی، شهرستان کالووی، کنتاکی
هاف‌وی (به انگلیسی: Halfway) یک منطقهٔ مسکونی در ایالات متحده آمریکا است که در شهرستان کلووی، کنتاکی واقع شده‌است. هاف‌وی ۱۶۰٫۰۲ متر بالاتر از سطح دریا قرار دارد.